# حرب الجلاس
حرب الجلاس، تعتبر من الوقائع المشهورة التي حدثت في الرس بمنطقة القصيم.

## سبب الحرب
لما أستقرت قبيلة الجلاس بعد زواج أميرهم ابن مجلاد من ابنة أمير الرس الدهلاوي، أخذتهم القوة وطلبوا من أهالي الرس أتاوة مبلغ من المال يُدفع للقوي مقابل حمايته، ووعدهم أمير الرس خيراً، وبنى سور يبدأ من آبار العلي بيت الأمير عساف وأدخل الجريف لأنه معدن ملح البارود على مزارع الرفيعة على الرشيديات والعمرد، ولما أنتهى من السور طلب من ابن مجلاد أمير الجلاس أن يدخل لأخذ الأتاوة، فلما دخل عليهأعطاه ثوباً ضيقاً وكان رجلاً بديناً، ولما خرج رأسه ضربه الدهلاوي بالسيف فقتله، ثم بعد ذلك أغارت قبيلة الجلاس التي تنتمي لقبيلة عنزة على الرس بداية القرن الثاني عشر الهجري، وكان يتولى إمارتها هديب بن عويض الذي استعان بقبيلة الظفير في حربه مع الجلاس مقابل اعطائهم بئرين لسقيا مواشيهم حيث صدوا الغارة وفكوا الحصار عن البلدة.

## مدة الحرب
وقعت الحرب في الفترة مابين 1140-1190هـ، استمرت الحرب أكثر من أربع سنوات، وقد أشترى جد آل حميدان هذين البئرين من الظفير فيما بعد، ونتيجة لتلك الصدامات التي حصلت بين عنزة والظفير، ثم غادرت الظفير ومن معها من قبائل لام، وحل محلها قبيلة عنزة.

## انظر ايضاً
- الرس
- عنزة
- الظفير